# Columbus (Schiff, 1989)
Die Columbus war ein im Jahr 1989 in Dienst gestelltes Kreuzfahrtschiff. Es wurde ursprünglich als Sitmar FairMajesty gebaut und war zuletzt für Cruise & Maritime Voyages in Fahrt.

## Geschichte

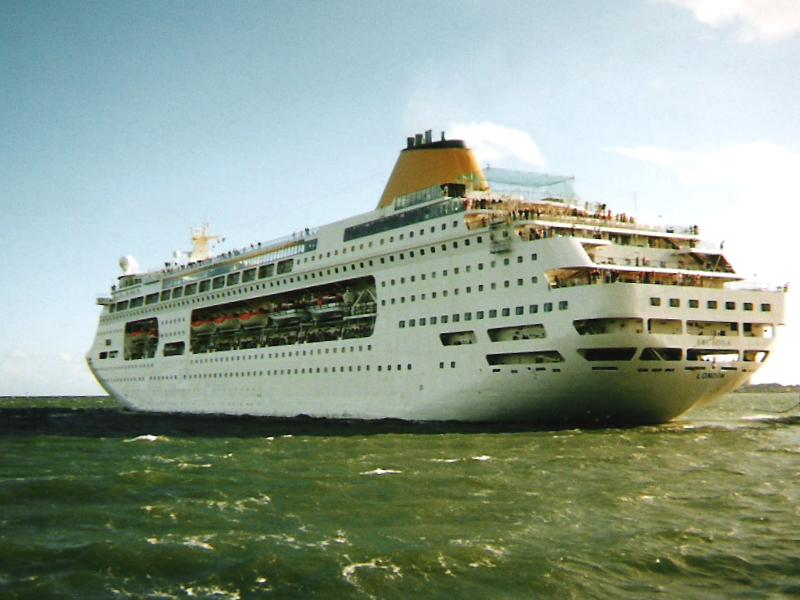
Die Arcadia (1999)

Bereits 1984 verhandelten Sitmar Cruises und die staatliche italienische Werft Fincantieri Cantieri Navali Italiani über den Bau zwei neuer Kreuzfahrtschiffe. Die Verhandlungen zogen sich jedoch länger hin, weshalb Sitmar Cruises schließlich die Werft Chantiers de l’Atlantique mit dem Bau der Sitmar FairMajesty mit Ablieferung Ende 1988 beauftragte. Der vereinbarte Preis betrug 153 Mio. US-Dollar. Des Weiteren vereinbarte man eine Option über ein weiteres Schiff bis Ende 1986. Schließlich bestellte Sitmar Cruises jedoch zwei Schiffe bei Fincantieri, die unter den Baunummern 5839 und 5840 auf der Fincantieri-Werft Monfalcone entstanden und ließ die Option über das zweite Schiff von Chantiers de l’Atlantique fallen.
Das Schiff lief am 28. Mai 1988 bei der Werft Chantiers de l’Atlantique in Saint-Nazaire (Frankreich) als Sitmar FairMajesty vom Stapel. Vor Inbetriebnahme im März 1989 wurde die Reederei Sitmar jedoch am 1. September 1988 von P&O Princess Cruises gekauft, in Star Princess umbenannt und fortan von der Marke Princess Cruises betrieben. Im Jahr 1997 wurde das Schiff bei der britischen Werft Harland & Wolff in Belfast umgebaut, in Arcadia umbenannt und nun von P&O Cruises betrieben. Im Jahr 2003 wurde es als Ocean Village zum ersten Schiff der gleichnamigen Reederei, einer Tochtergesellschaft der Carnival Corporation & plc, welche P&O Princess Cruises zwischenzeitlich übernommen hatte.

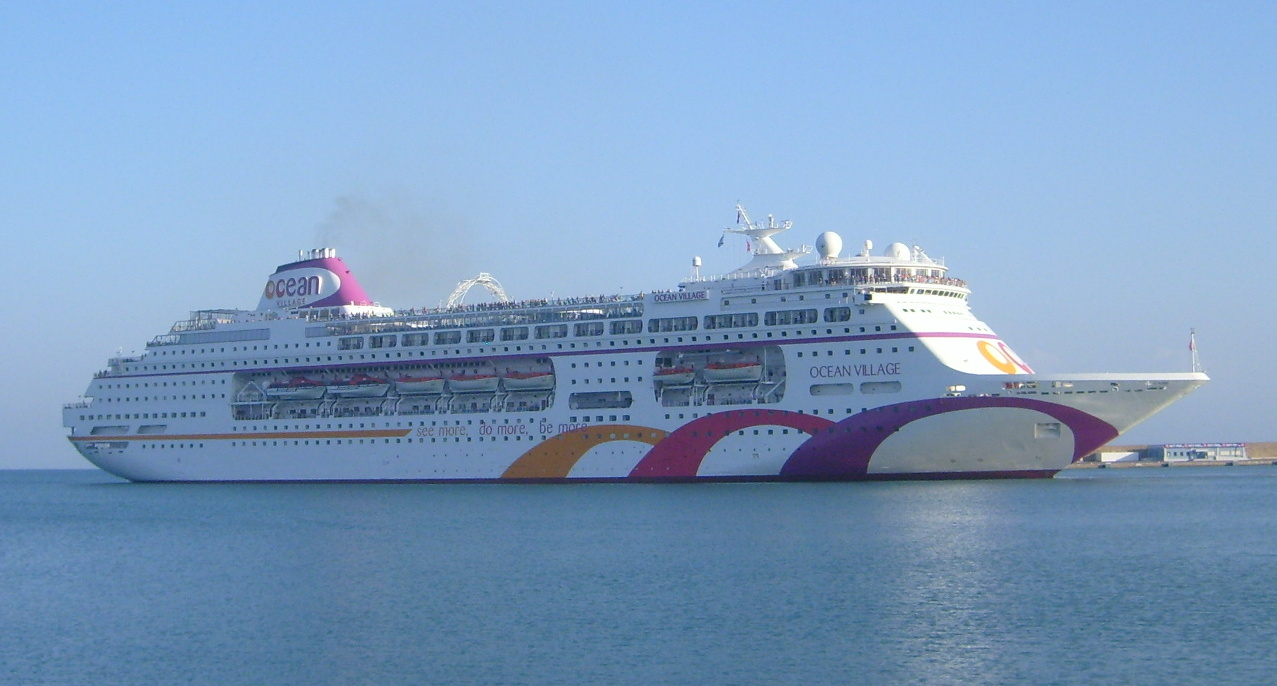
Das Schiff als Ocean Village (2006)

Nachdem die Carnival Corporation die Marke Ocean Village im Jahr 2010 eingestellt hatte, wurde die Ocean Village an die ebenfalls von Carnival Corporation & plc betriebene Marke P&O Cruises Australia übergeben und in Pacific Pearl umbenannt.

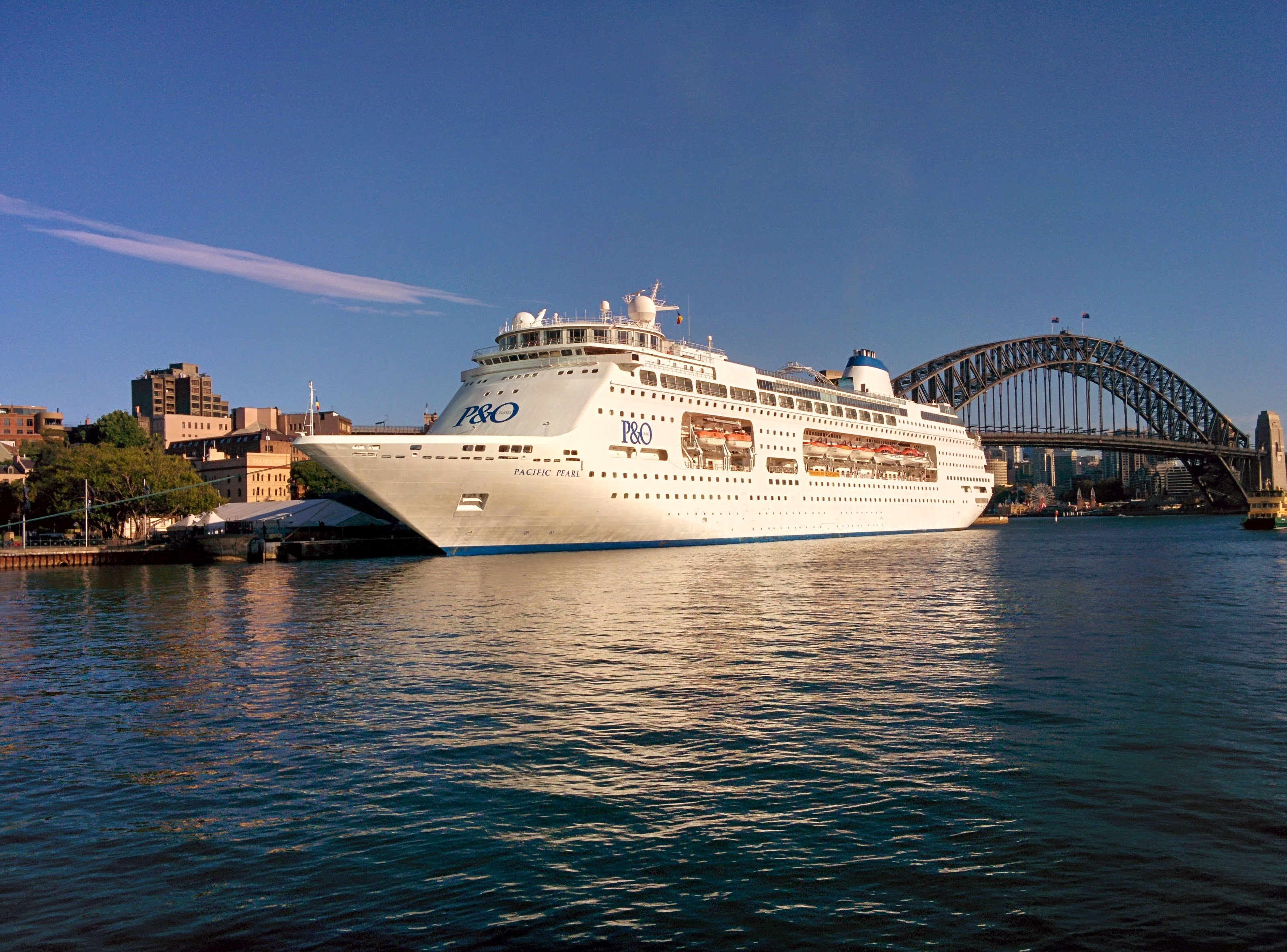
Die Pacific Pearl in Sydney (2014)

Im März 2016 gab P&O Cruises Australia den Verkauf des Schiffes bekannt. Erwerber war die britische Reederei Cruise & Maritime Voyages. Die Pacific Pearl beendete ihre letzte Kreuzfahrt für P&O Cruises Australia im April 2017, ehe sie am 12. April 2017 in Singapur von Cruise & Maritime Voyages übernommen und im Mai in Columbus umbenannt wurde. Anschließend erfolgte ein Umbau bei Sembcorp Marine Shipyard in Singapur und ab dem 13. Mai 2017 bei Damen Shipyards Group in Rotterdam. Am 8. Juni wurde die Columbus in London durch Angela Rippon getauft und nahm im selben Monat den Dienst für CMV auf. Daneben wurde die Columbus auch als Flaggschiff von deren deutscher Tochtergesellschaft Transocean Kreuzfahrten auf dem deutschen Markt eingesetzt.
Nach der Insolvenz von CMV im Jahr 2020 wurde die Columbus im Oktober 2020 für 5,321 Mio. US-Dollar versteigert. Erwerber war die griechische Seajets Group. Anschließend wurde das Schiff zunächst in Eleusis aufgelegt. und später zum Abbruch im indischen Alang verkauft, wo das Schiff während eines Zwischenstopps in Duqm umbenannt in Colus und umgeflaggt auf die Komoren, Ende März 2021 auf Reede eintraf. Erwerber war das Abbruchunternehmen NBM Iron and Steel Trading Private Limited. Am 12. April 2021 wurde die Colus in Alang gestrandet.

## Ausstattung
Das Schiff verfügte über elf Decks mit insgesamt 801 Kabinen, davon 64 mit eigenem Balkon. An Bord konnten zwischen 1578 und 1856 Passagiere untergebracht werden, die von 514 Besatzungsmitgliedern betreut wurden.